# Volksabstimmungen in der Schweiz 1974
Dieser Artikel bietet eine Übersicht der Volksabstimmungen in der Schweiz im Jahr 1974.
In der Schweiz fanden auf Bundesebene vier Volksabstimmungen statt, im Rahmen zweier Urnengänge am 20. Oktober und 8. Dezember. Dabei handelte es sich um zwei Volksinitiativen (davon eine mit dazu gehörendem Gegenentwurf) und zwei obligatorische Referenden.

## Abstimmung am 20. Oktober 1974

### Ergebnis
| Nr. | Vorlage                                                            | Art | Stimm- berechtigte | Abgegebene Stimmen | Beteiligung | Gültige Stimmen | Ja      | Nein      | Ja-Anteil | Nein-Anteil | Stände | Ergebnis |
| --- | ------------------------------------------------------------------ | --- | ------------------ | ------------------ | ----------- | --------------- | ------- | --------- | --------- | ----------- | ------ | -------- |
| 242 | Volksbegehren gegen die Überfremdung und Übervölkerung der Schweiz | VI  | 3'702'498          | 2'604'051          | 70,33 %     | 2'570'523       | 878'891 | 1'691'632 | 34,19 %   | 65,81 %     | 0:22   | nein     |

### Überfremdungsinitiative
Nachdem 1970 die «Schwarzenbach-Initiative» nur knapp gescheitert war und die ausländische Wohnbevölkerung weiter zunahm, reichte die Nationale Aktion zwei Jahre später eine weitere Initiative gegen die «Überfremdung» ein. Sie war noch radikaler formuliert und verlangte, dass die Zahl der Ausländer bis zum 1. Januar 1978 auf 500'000 reduziert wird (dies hätte ungefähr der Hälfte entsprochen). Mit Ausnahme von Genf (25 Prozent) sollte der Ausländeranteil in keinem Kanton 12 Prozent übersteigen dürfen. Ausserdem sollte die Zahl der Einbürgerungen auf jährlich 4000 begrenzt sowie nur noch 15'000 Saisonniers und 70'000 Grenzgänger toleriert werden. Sowohl der Bundesrat als auch das Parlament wiesen die Initiative einhellig zurück und verzichteten darauf, «ein derart massloses und unsorgfältiges Volksbegehren mit einem Gegenvorschlag zu honorieren». In der sehr emotional geführten Abstimmungskampagne unterstützten nur einzelne rechte Gruppierungen die Initiative (jedoch nicht James Schwarzenbach). Sie argumentierten, die bundesrätlichen Massnahmen gegen die «Überfremdung» seien völlig ungenügend. Auf der Gegenseite stand das überparteiliche «Aktionskomitee gegen den Hinauswurf von 500'000 Ausländern», das mit grossem Werbeaufwand vor den negativen Folgen einer Annahme der Initiative warnte. Die massenhafte Streichung von Arbeitsplätzen hätte auch für Schweizer und die AHV gravierende Folgen. Ebenso wiesen die Gegner auf die menschlichen Härten für die Betroffenen hin und warnten, dass Staatsverträge gebrochen werden müssten, was wiederum unabsehbare Folgen für die Auslandschweizer hätte. Bei einer sehr hohen Beteiligung sprachen sich fast zwei Drittel der Abstimmenden und alle Kantone gegen die Initiative aus.

## Abstimmungen am 8. Dezember 1974

### Ergebnisse
| Nr. | Vorlage | Art | Stimm- berechtigte | Abgegebene Stimmen | Beteiligung | Gültige Stimmen | Ja      | Nein      | Ja-Anteil | Nein-Anteil | Stände | Ergebnis |
| --- | --- | --- | ------------------ | ------------------ | ----------- | --------------- | ------- | --------- | --------- | ----------- | ------ | -------- |
| 243 | Bundesbeschluss vom 4. Oktober 1974 zur Verbesserung des Bundeshaushalts | OR  | 3'706'105          | 1'466'781          | 39,58 %     | 1'409'674       | 625'780 | '0783'894 | 44,39 %   | 55,61 %     | 4:18   | nein     |
| 244 | Bundesbeschluss vom 4. Oktober 1974 über die Erschwerung von Ausgabenbeschlüssen | OR  | 3'706'105          | 1'465'234          | 39,54 %     | 1'394'869       | 934'633 | '0460'236 | 67,00 %   | 33,00 %     | 22:0   | ja       |
| 245 | Bundesbeschluss vom 22. März 1974 über das Volksbegehren für die soziale Krankenversicherung und die Änderung der Bundesverfassung auf dem Gebiet der Kranken-, Unfall- und Mutterschaftsversicherung | VI  | 3'706'105          | 1'472'162          | 39,72 %     | 1'438'337       | 384'155 | 1'010'103 | 26,71 %   | 73,29 %     | 0:22   | nein     |
| 245 | Gegenentwurf zur Volksinitiative «Soziale Krankenversicherung» | GE  | 3'706'105          | 1'472'162          | 39,72 %     | 1'438'337       | 457'923 | '0883'179 | 31,84 %   | 68,16 %     | 0:22   | nein     |

### Verbesserung des Bundeshaushalts
Angesichts der fortschreitenden Verschlechterung der öffentlichen Finanzen und der wenig erfreulichen Aussichten präsentierte der Bundesrat im Frühjahr 1974 ein Massnahmenpaket. Die vorgesehenen Zusatzeinnahmen erforderten eine Änderung der Finanzordnung in der Bundesverfassung und somit ein obligatorisches Referendum. Bei der Warenumsatzsteuer (WUSt) beantragte der Bundesrat höhere Steuersätze, bei der Wehrsteuer (heutige direkte Bundessteuer) den Verzicht auf den Ausgleich der kalten Progression. Das Parlament folgte dem Antrag weitgehend, erhöhte aber die Wehrsteuer für juristische Personen etwas stärker und beschloss, durch eine Erhöhung der Sozialabzüge die kalte Progression zumindest teilweise auszugleichen. Für die Vorlage setzten sich die Regierungsparteien, die LPS und die EVP ein. Sie stellten die Steuereinnahmen in den Kontext der ebenfalls beschlossenen Sparmassnahmen und erklärten sich bereit, das Ausgabenwachstum auch langfristig zu bremsen. Bei der «katastrophalen Finanzlage» sei es kurzfristig aber nicht zu verantworten, den wachsenden Schulden ohne Mehreinnahmen entgegenzutreten. Linke und rechte Oppositionsparteien sowie der LdU wollten mit dem Nein ein Zeichen setzen und den Bund zum Masshalten zwingen. Sie befanden, weiter gehende Sparmassnahmen lägen durchaus im Bereich des Möglichen. Im Gegensatz zur Ausgabenbremse (siehe unten) scheiterte die Finanzordnung sowohl am Volks- als auch am Ständemehr.

### Erschwerung von Ausgabenbeschlüssen
Parallel zur Revision der Finanzordnung beschloss das Parlament auch eine Ausgabenbremse. Sie sah vor, dass neue Ausgaben und Mehrausgaben des Bundes nur dann beschlossen werden können, wenn sie sowohl im Nationalrat als auch im Ständerat von der absoluten Mehrheit der Ratsmitglieder befürwortet werden. Eine ähnliche Massnahme war bereits in den 1950er Jahren in Kraft gewesen. Der Bundesbeschluss war bis Ende 1979 befristet und konnte nur bei gleichzeitiger Annahme der Finanzordnung in Kraft treten. Im Gegensatz zur Finanzordnung verliefen hier die Fronten ziemlich deutlich zwischen links und rechts. Die bürgerlichen Parteien und die Wirtschaftsdachverbände bezeichneten die Ausgabenbremse als willkommenes Disziplinierungsmittel für das Parlament. Hingegen setzten sich die linken Parteien, aber auch die Nationale Aktion für die Ablehnung ein. Die Ausgabenbremse erschwere eine antizyklische Ausgabenpolitik zur Dämpfung konjunktureller Baissen, wirke aber unerwünschten Ausgabenkürzungen nicht entgegen. Zwar nahmen Volk und Stände die Ausgabenbremse deutlich an, die Koppelung an die abgelehnte Finanzordnung machte ihre Anwendung jedoch unmöglich.

### Soziale Krankenversicherung
Die Kosten im Gesundheitswesen stiegen seit den 1960er Jahren stärker an als die Löhne und Preise, entsprechend stiegen auch die Krankenkassenprämien. Um ein sozial gerechteres Versicherungssystem zu erreichen, reichte die SP eine Volksinitiative ein. Diese verlangte eine obligatorische Krankenversicherung, erweiterte Versicherungsleistungen, eine obligatorische Krankentaggeldversicherung bei grossen Risiken und eine obligatorische Unfallversicherung für alle Arbeitnehmer. Die Finanzierung sollte über einen prozentualen Abzug vom Lohneinkommen erfolgen (bei 20 Prozent Zuwendungen des Staates) anstatt wie bisher mit Pro-Kopf-Beiträgen. Bundesrat und Parlament wiesen die Initiative zurück und stellten ihr einen direkten Gegenentwurf entgegen. Die engagiert geführte Abstimmungskampagne drehte sich um das Obligatorium und die Finanzierung. Im «Aktionskomitee für eine soziale Krankenversicherung» waren alle linken Parteien und Teile der CVP vertreten. Ihnen zufolge bringe die Initiative mit dem vorgesehenen Systemwechsel mehr Sicherheit, Sozialausgleich und Solidarität für alle. Für den Gegenentwurf (siehe unten) traten die meisten bürgerlichen Parteien und Vertreter des Gesundheitswesens ein. Schliesslich empfahlen die Grütli-Krankenkasse, der LdU und rechte Parteien, sowohl Initiative als auch Gegenentwurf abzulehnen, denn eine Systemänderung würde zu Überkonsum und somit zur weiteren Verteuerung medizinischer Leistungen führen. Über zwei Drittel der Abstimmenden und alle Kantone lehnten die Initiative ab.

### Gegenentwurf zur Krankenversicherungsinitiative
Der vom Parlament verabschiedete Gegenentwurf zur Krankenversicherungsinitiative sah eine Mischfinanzierung durch Pro-Kopf-Prämien, Subventionen des Bundes, Sondersteuern, Lohnprozente und Selbstkostenanteile vor. Bei der Krankenversicherung war kein Obligatorium vorgesehen; allerdings würde der Gesetzgeber die Möglichkeit erhalten, ein solches einzuführen. Wie bei der Initiative sollten Krankentaggeld- und Unfallversicherung obligatorisch sein, während bei den Zusatzleistungen die zahnärztlichen Behandlungen wegfallen würden. Die Befürworter würdigen den Gegenentwurf als praktikablen und rasch umsetzbaren Kompromiss, der die dringendsten Probleme im Krankenversicherungswesen löse. Volk und Stände lehnten auch diese Vorlage ab, wenn auch etwas weniger deutlich als die Initiative.